# دين برغواطة
الديانة البرغواطية هي ديانة أنشأها صالح بن طريف في بلاد تامسنا بالمغرب الأقصى (المملكة المغربية - حاليا)، وكانت الديانة الرسمية في إمارة برغواطة. تُعد بعض أصولها إسلامية وأكثرها مستحدثة ومتأثرة بمؤثرات وثنية عريقة إلى جانب ما استقته من أصول يهودية.
| دين برغواطة | "ديانة برغواطة إسلامية في شكلها، بربرية في طقوسها، يهودية في عمقها وميولاتها. المستشرق ناحوم سلوش | دين برغواطة |

## خلفية
تَقَبَّلَ بربر برغواطة هذا الدين كرد فعل ضد التصرفات التي مارسها بعض ولاة بني أمية تجاههم[بحاجة لمصدر]، خاصة عمر بن عبد الله المرادي الذي كان تابعا للقيروان، وكان مقره بطنجة وقد أسرف في فرض الضرائب على البربر وقرر أن يواصل سياسة بعض أسلافه في شحن السبايا والرجال والأطفال حتى مع إسلامهم إلى دمشق، بحجة أن فتح البلاد تم عنوة[محل شك]. 
رغم تغير هذه السياسات في عهد الخليفة عمر بن عبد العزيز الذي ولى على المغرب إسماعيل بن أبي المهاجر، والذي تميز بسيرة أحسن مِن مَن سبقه، وزوده الخليفة ببعثة تتكون من عشرة فقهاء مهمتهم الإفتاء والمشورة لقادة الجيش، فدخل في الإسلام خلقٌ كثير. لكن عزله يزيد بن عبد الملك بعد أن تولى الخلافة، ففُتح المجال لحركة الخوارج، خصوصا الخوارج الصفرية، بالشمال الإفريقي، وسهل إقرار هذا المذهب البرغواطي. فرفض المغاربة سياسة بني أمية وقاطعوا الحكم الأموي من أجله. وقد وصف ابن خلدون صالح بن طريف:
| دين برغواطة | ... وكان من أهل العلم والخير فيهم. ثم انسلخ من آيات الله وانتحل دعوى النبوة وشرع لهم الديانة التي كانوا عليها من بعده... تاريخ ابن خلدون. | دين برغواطة |

### أتباعها
ظهر صالح في خلافة هشام بن عبد الملك. والقبائل التي اعتنقت هذه الديانة: زواغة وجراوة والبرانس ومنجصة وبني أبي ناصر وبني أبي نوح وبني واغمر ومطغرة وبني بورغ وبني درّ ومطماطة وبني زكسنت وبرغواطة. أما القبائل الأمازيغية التي دانت بالطاعة وكانت مسلمة وانضافت إليهم فهي: زناتة الجبل وبنو بليت ونمالة وأونسنت وبنو يفرن وبنو ناغيت وبنو النعمان وبنو فلوسة وبنو كونة وبنو سبكر وأصّادة ورُكانة وأزمين وماسينة ورصانة وترارته ومنادة.

### نهايتها
وكان حكام العُدوتين (المغرب والأندلس) يشنون غزوات متكررة على برغواطة، كالأدارسة والأموية والشيعة والمغراويين. حاربتهم أيضاً صنهاجة لما غزا بلكين بن زيري المغرب وأجفلت زناتة أمامه انصرف عنهم إلى جهاد برغواطة وزحف إليهم فلقيه أبو منصور عيسى بن أبي الأنصار في قومه وكانت عليهم الهزيمة. وقتل أبو منصور وأثخن فيهم بلكين بالقتل وبعث سبيهم إلى القيروان وأقام بالمغرب.
ثم حاربتهم أيضاً جنود المنصور بن أبي عامر لما عقد عبد الملك بن المنصور لمولاه واضح على المغرب عند قفوله من غزاة زيري بن عطية سنة تسع وثمانين وثلاثمائة فافتتح واضح إمره بغزو برغواطة هؤلاء فيمن قبله من الأجناد وأمراء النواحي وأهل الولاية فعظم الأثر فيهم بالقتل والسبي 
وقام فيهم بعدها الأمير تميم اليفرني بعد سنة 420 هـ /1030م، فغلبهم على بلادهم واستوطنها. ثم تراجعوا من بعده إلى أن جاءت دولة المرابطين للجهاد ضد برغواطة بتامستا وما إليها من الريف الغربي فزحف إليهم أبو بكر بن عمر واستشهد في بعض معاركها شيخ الدعوة المرابطية عبد الله بن ياسين، واستمر المرابطة على جهادهم حتى محوا من الأرض آثارهم. وكان آخر أمراءهم حين انقراض دولتهم هو أبو حفص عبد الله من أعقاب أبي منصور عيسى بن أبي الأنصار عبد الله بن أبي غفير محمد بن معاد بن إليسع بن صالح بن طريف فهلك في حروبهم.

## العقيدة البرغواطية
احتفظ الدين البرغواطي من الإسلام بخط رفيع غير متين، حيث وحد الله وشرع الزكاة واعترف بنبوة محمد ومن سبقوه من الأنبياء ولكنه بالمقابل أضاف أشياء غريبة عن الإسلام، فأنشأ إسلام خاص، قاطع به البرغواطيين جميع المسلمين الذين يتعايشون معهم أو تحت كنفهم، من حيث التزوج منهم أو تزويجهم. واحتج مؤسسوا هذه العقيدة بالآية القرآنية: «وَمَا أَرْسَلْنَا مِن رَّسُولٍ إِلاَّ بِلِسَانِ قَوْمِهِ لِيُبَيِّنَ لَهُمْ...»، وذكر لهم أن محمدا نبي حق عربي اللسان مبعوث إلى قومه وإلى العرب خاصة. فادعى صالح بن طريف انه تلقى من الله كتابا باللغة الأمازيغية (بدون مصدر) وأنه مذكور بقرآن المسلمين في الآية «وَإِن تَظَاهَرَا عَلَيْهِ فَإِنَّ اللَّهَ هُوَ مَوْلاَهُ وَجِبْرِيلُ وَصَالِحُ الْمُؤْمِنِينَ وَالْمَلاَئِكَةُ بَعْدَ ذَلِكَ ظَهِيرٌ».
أساس النحلة البرغواطية هو الإقرار بالنبوات والتسليم بنبوة صالح بن طريف ونبوة جميع الذين تولوا الأمر من بعده من ولده، وأن الكتاب الذي أخرجه لهم وحي من الله لا يشكون فيه. وقد فرض فيه عليهم صوم رجب وحرم صوم رمضان، وأوجب خمس صلوات في اليوم وخمس صلوات في الليلة، والتضحية في 11 محرم. وفرض صيام يوم من كل جمعة وصيام الجمعة الأخرى التي تليه أبدا، وليس في صلاتهم آذان ولا إقامة. وتبيه لأتباعها في الأنكحة أن يأخذوا من النساء ما استطاعوا بدون حدود، وأباح لهم أن يطلقوا ويراجعوا ما أرادوا.

### قرآن صالح
يشمل كتاب برغواطة المقدس على 80 سورة؛ أغلبها منسوب إلى أسماء الأنبياء المعروفين، أولها سورة أيوب، وآخرها سورة يونس، وفيه سور أخرى بأسماء الحيوانات. وفيها سورة فرعون، قارون، هامان، ياجوج، ماجوج، الدجال، العجل هاروث، ماروت، طالوت، نمرود، الديك، الجمل، الجراد، الجمل، الحنش، غرائب الدنيا، وهناك العلم العظيم. وأضاف بن خلدون سور أسماء أخرى مثل سورة نوح وسورة إبليس. واحتوت سورة «غرائب الدنيا» أمور كثيرة حول الحلال والحرام والشرع والقص.
أورد البكري مقتطفا من سورة أيوب المقابلة للفاتحة عندهم. «بسم الله الذي أرسل كتابه إلى الناس هو الذي بين لهم به أخباره، قالوا علم إبليس القضية، أبى الله، ليس يطيق إبليس».

## تأثرها
هناك عدة مؤثرات إسلامية عقيدة برغواطة كالوضوء قبل الصلاة ولكن بطريقة مختلفة، وتشريع الزكاة. ومما لا يتفق مع الديانات السماوية: تعدد الزوجات بلا حد والطلاق والمراجعة بلا حد حسب شهوة الرجل. وتحديد دية القتل بمائة رأس من البقر. وحرموا أكل البيض ورأس الحيوان وكرهوا أكل الدجاج لأنهم اعتمدوا عليه في معرفة الأوقات مثلما اعتمدوا فيها على النجوم أيضا.
بينما يتجلى التأثير اليهودي في المعتقد البرغواطي في أسماء السور التي تضمنها «قرءان» صالح بن طريف والتي نجد فيها أسماء عدد من شخصيات متعلقة بتاريخ بني إسرائيل كالنبي يونس وطالوت وهامان وفرعون والدجال والعجل ونمرود وغيرهم. وحتى أسماء ملوك برغواطة بينها الكثير من أسماء أنبياء بني إسرائيل كاليسع والياس، وان كانت هذه الأسماء النبوية توجد في إمارات أخرى تعود لخوارج المغرب. وأصبح للتنجيم والسحر مكانة بارزة لدى البرغواطيين. ونصت تعاليم التوراة على قتل السارق ورجم الزاني، ويتفق في ذلك مع شريعة موسى، وتبنى البراغواطيون هذا الحكم.
وبعد الدراسات الحديثة تميل لأن عقيدة برغواطة تمثلت في المذهب الخارجي الصفري، وأن هذا المذهب كان ايديولوجية هذه الدولة منذ قيامها. والأدلة التي تؤكد صفرية العقيدة البرغواطية، منها غياب صالح ليرجع في عهد الإمام السابع، وهي ذات دلالة على خارجية العقيدة.إذ تتسق مع الفكر الاجتماعي عند الخوارج، وكذلك وصية صالح لولده الياس بعدم البوح بالدعوة، يتسق مع فكرة التقية في المذهب الخارجي الصفري، الذي يجوز التقية في القول دون العمل. وقيامهم بخمس صلوات في اليوم وخمس صلوات في الليلة، له دلالة على إسراف الصفرية في العبادات حتى لقد قيل بأنه سموا صفرية لاصفرار وجوههم من كثرة العبادة، ورفض الزواج من المسلمين وعدم أخدهم العشر منهم، هي قاعدة فقهية ميزت فكر الخوارج الصفرية لأنهم اعتبروا باقي مسلمين كفرة. ونفس الشيء في تطرفهم في العقوبات الجنائية كقتل السارق ورجم الزاني ونفي الكذاب، كلها أمور تتسق مع تطرف الصفرية، وقول البكري إن «برغواطة أعلم الناس بالنجوم»، يدل على تأثرهم القوي بالمذهب الخارجي لأن علم الفلك من أهم العلوم عند الخوارج.

## مخلفات
ظلت بعض مؤثرات الديانة البرغواطية حتى يومنا هذا قائمة في بعض مناطق المصامدة الجنوبية من المغرب مثل كراهة أكل البيض ووجود عدد كبير من المتضلعين في العرافة أو السحر، والاعتماد على التمائم والرقي في العلاج وطرد الشر. واستخدم البرغواطيين بصاق صلحائهم يتبركون به، وقد ظل هذا التأثير قائما مع ضعف في الأوساط القروية بدكالة وغيرها من بوادي المغرب.
كون يوم عيد الأضحى في 11 من عاشوراء صار النّاس يقومون بعادات مميزة، وصار البعض يعتقد حُرمة الخِياطة في هذا اليوم، بل حُرمة العمل فيه. فظلّ هذا مُعشّشا في المخيلة الشعبية. وكانت شريعة برغواطة تلزم من عجز عن الذّبح أن ذبح الدّجاج، ومن لم يذبح فقد استهان بيوم عاشوراء، ولا يزال النّاس على هذه العادة إلى اليوم في بعض الأماكن. واستمرت الناس في تطهير أموالها بالزّكاة يوم عاشوراء، وليس باعتبار اليوم الّذي بلغ فيه النّصاب.